# Eulycia eugonia
Eulycia eugonia là một loài bướm đêm trong họ Geometridae.